# Lǜbù
Lǜbù (律部) (T.D. vol. 22-24,  199 rotoli, sezione dal n. 1421 al n. 1506) è la sezione del Canone buddista cinese che contiene cinque  vinaya delle scuole del Buddismo dei Nikāya. 
- Cāturvargīya-vinaya (Quadruplici regole della disciplina, 四分律 pinyin: Shìfēnlǜ, giapp. Shibunritsu) della scuola Dharmaguptaka, tradotto in cinese nel 408 da Buddhayaśas (in cinese 佛陀耶舍 Fótuóyéshè, IV-V secolo) e da Zhú Fóniàn (竺佛念, IV-V secolo) contiene 250 regole per i monaci e 348 regole per le monache.
- Daśa-bhāṇavāra-vinaya ( Dieci suddivisioni delle regole monastiche, 十誦律 pinyin Shísònglǜ, giapp. Jūjuritsu)  della scuola Sarvāstivāda tradotto da Kumārajīva e Puṇyatara nel 404 (quest'ultimo morì prima della fine della traduzione che fu successivamente completata da Dharmaruci). Si compone di dieci libri ed è scomparso nella lingua originale sanscrita di cui però sono stati rinvenuti più frammenti.
- Pañcavargika-vinaya (Quintuplici regole della disciplina, 五分律 pinyin Wǔfēnlǜ, giapp. Gobunritsu) della scuola Mahīśāsaka, tradotto nel 423 dal monaco di scuola Mahīśāsaka Buddhajīva su un testo portato in Cina dallo Sri Lanka dal monaco cinese Fǎxiǎn (法顯). Rivisto e completato intorno alla metà del V sec. dai discepoli di Kumārajīva, Dàoshēng (道生) e Huìyuan (慧遠).
- Mahāsāṃghika-vinaya (Grande Canone delle Regole monastiche, 摩訶僧祇律 pinyin: Móhēsēngqílǜ, giapp. Makasōgiritsu), della scuola Mahāsāṃghika portato in Cina all'inizio del V sec. da Fǎxiǎn che lo aveva ottenuto a Pataliputra, e da lui tradotto nel 416 con l'aiuto di Buddhabhadra.
- Mūla-sarvāstivāda-vinaya-vibhaṅga (Vinaya Mūlasarvāstivāda, 根本說一切有部毘奈耶 pinyin: Gēnběnshuōyīqièyǒubù pínàiyé, giapp. Konpon setsuissaiubu binaya) portato in Cina e tradotto da Yìjìng (義淨) nell'VIII sec.. Il vinaya Mūlasarvāstivāda conservato nel Canone tibetano è praticamente identico a quello conservato nel Canone cinese, fatto salvo, in quest'ultimo caso, di aggiunte di molti avadāna.
- In questa sezione, al n. 1484, è conservato anche il Brahmajālasūtra (梵網經 pinyin: Fànwǎng jīng, giapp. Bonmō kyō, Il Sutra della rete di Brahma) testo fondamentale per l'ordinazione monastica mahāyāna. Esso dovrebbe essere stato tradotto da Kumārajīva nel 406, purtuttavia si sospetta che sia un apocrifo cinese. Non va confuso con un omonimo testo contenuto nel Digha-nikāya del Canone Pāli. Contiene i 58 precetti del Bodhisattva di cui 10 considerati maggiori e 48 minori. È alla base delle ordinazioni monastiche delle scuole giapponesi del Buddismo Tendai e del Buddismo Zen.